# ترتيب معركة تحرير الكويت

تحركات القوات البرية في الفترة من 24 إلى 28 فبراير 1991 أثناء عملية عاصفة الصحراء.

اللواء الآلي الملكي السعودي الثامن
لواء "الفتح" الكويتي
كتيبة المشاة الآلية العمانية
سرية المشاة الآلية البحرينية
الفرقة 82 المحمولة جواً
MG جيمس إتش جونسون جونيور ‏
اللواء الأول
الكتيبة الأولى، فوج المشاة 504 ‏ (Abn)
الكتيبة الثانية، فوج المشاة 504 (Abn)
الكتيبة الثالثة، فوج المشاة 504 (Abn)
الكتيبة الثالثة، فوج المدفعية الميدانية 319 ‏ (Abn) (105T)
اللواء الثاني، تابع لفرقة داجيت
اللواء الثالث
الكتيبة الأولى، فوج المشاة 505 ‏ (Abn)
الكتيبة الثانية، فوج المشاة 505 (Abn)
الكتيبة الثالثة، فوج المشاة 505 (Abn)
الكتيبة الأولى، فوج المدفعية الميدانية 319 (Abn) (105T)
هذا هو ترتيب المعركة لحملة تحرير الكويت خلال حرب الخليج بين قوات التحالف  والقوات المسلحة العراقية  بين 24 و28 فبراير/شباط 1991. الترتيب المُدرج فيه من الغرب إلى الشرق. استُبعدت الوحدات العراقية التي لم تكن في مسرح العمليات الكويتي من هذه القائمة. ظلت بعض الفرق العراقية مجهولة الهوية من قِبل استخبارات وزارة الدفاع، وهناك خلاف حول عدد من تفاصيل ترتيب المعركة العراقي بين مصادر موثوقة مختلفة.

## الجيش الأمريكي المركزي/الجيش الأمريكي الثالث
الفريق أول جون جيه يوسوك

### الفيلق الثامن عشر المحمول جواً

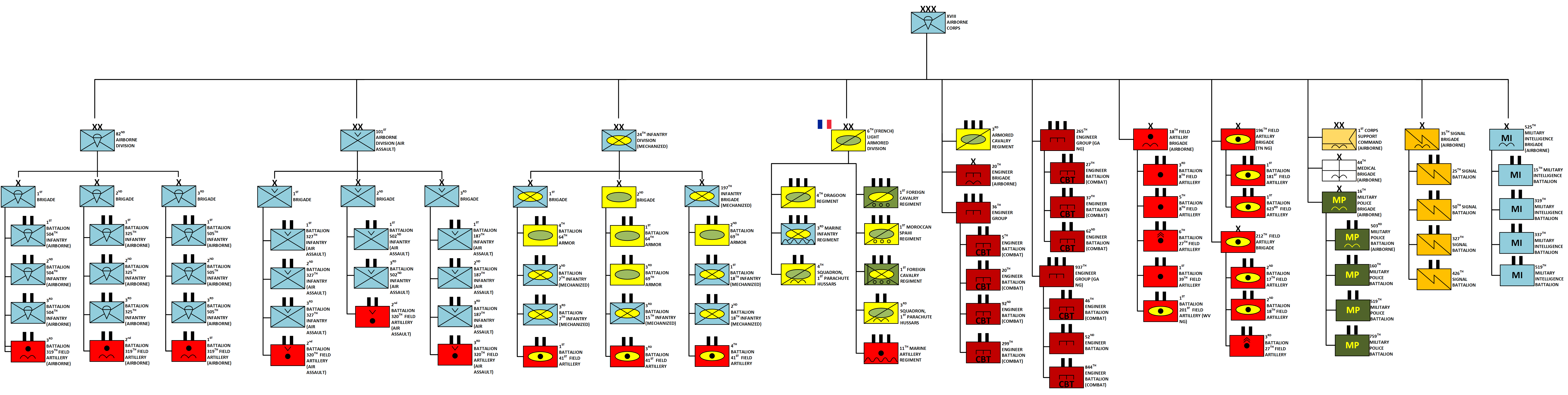
ترتيب معركة الفيلق الثامن عشر المحمول جواً أثناء عملية عاصفة الصحراء

الفريق غاري إي. لوك 
فرقة داجيت ( الفرقة السادسة المدرعة الخفيفة المعاد هيكلتها (فرنسا) (الفرقة السادسة المدرعة الخفيفة))
العميد برنارد جانفييه
6 ه فوج القيادة والدعم
1 <sup id="mwNg">هو</sup> فوج المظليين مشاة البحرية
2 <sup id="mwOQ">ه</sup> فوج المشاة البحرية
6 <sup id="mwPA">هـ</sup> فوج الغريب من الجني
مجموعة الشرق (Groupement Est)
4 <sup id="mwQg">فوج</sup> التنين (دبابات القتال الرئيسية AMX-30 )
<sup id="mwRg">3</sup> فوج المشاة البحرية ( VAB )
3 ه فوج طائرات الهليكوبتر القتالية
2 كتيبة مدفعية من اللواء الثامن عشر للمدفعية الميدانية ( مدافع هاوتزر M198 )
المجموعة الغربية (Groupement Ouest)
الفرقة <sup id="mwUg">الأولى</sup> فوج الفرسان الغريب ( AMX 10 RC )
1 <sup id="mwVg">إيه</sup> فوج سباهيس ( AMX 10 RC )
2 <sup id="mwWg">فوج</sup> المشاة الغريب (VAB)
11 <sup id="mwXQ">فوج</sup> المدفعية البحرية (مدافع الهاوتزر TRF1 )
1 فوج طائرات الهليكوبتر القتالية
كتيبة مدفعية واحدة من لواء المدفعية الميدانية الثامن عشر ( مدافع هاوتزر M198 )
اللواء الثاني، الفرقة 82 المحمولة جواً
الكتيبة الأولى، فوج المشاة 325 (Abn)
الكتيبة الثانية، فوج المشاة 325 (Abn)
الكتيبة الرابعة، فوج المشاة 325 (Abn)
الكتيبة الثانية، فوج المدفعية الميدانية 319 (Abn) (105T)

اللواء الثاني، تابع لفرقة داجيت
اللواء الثالث
الكتيبة الأولى، فوج المشاة 505 (Abn)
الكتيبة الثانية، فوج المشاة 505 (Abn)
الكتيبة الثالثة، فوج المشاة 505 (Abn)
الكتيبة الأولى، فوج المدفعية الميدانية 319 (Abn) (105T)
 الفرقة 101 المحمولة جواً (لواء الجو)
MG JH Binford Peay III
اللواء الأول
الكتيبة الأولى، فوج المشاة 327 (سلاح الجو)
الكتيبة الثانية، فوج المشاة 327 (سلاح الجو)
الكتيبة الثالثة، فوج المشاة 327 (سلاح الجو) - أُرسلت إلى الكتيبة الثانية في 27 فبراير 1991
الكتيبة الثانية، فوج المدفعية الميدانية 320 (لواء المدفعية الجوية) (105T)
اللواء الثاني
الكتيبة الأولى، فوج المشاة 502 (سلاح الجو) - مع الكتيبة الأولى حتى 27 فبراير 1991
الكتيبة الثالثة، فوج المشاة 502 (سلاح الجو)
الكتيبة الأولى، فوج المدفعية الميدانية 320 (لواء المدفعية الجوية) (105T)
اللواء الثالث
الكتيبة الأولى، فوج المشاة 187 (سلاح الجو)
الكتيبة الثانية، فوج المشاة 187 (سلاح الجو)
الكتيبة الثالثة، فوج المشاة 187 (سلاح الجو)
الكتيبة الثالثة، فوج المدفعية الميدانية 320 (لواء المدفعية الجوية) (105T)
 فرقة المشاة الرابعة والعشرون (ميكانيكية)
MG باري ماكافري
اللواء الأول
الكتيبة الرابعة، فوج المدرعات 64
الفرقة الثانية، فوج المشاة السابع (ميكانيكي)
الكتيبة الثالثة، فوج المشاة السابع (ميكانيكي)
الكتيبة الأولى، فوج المدفعية الميدانية 41 (155SP)
اللواء الثاني
الكتيبة الأولى، فوج المدرعات 64
الكتيبة الثالثة، فوج المدرعات 69
الكتيبة الثالثة، فوج المشاة الخامس عشر (ميكانيكي)
الكتيبة الثالثة، فوج المدفعية الميدانية 41 (155SP)
 اللواء 197 مشاة (ميكانيكي) - اللواء الثالث بالوكالة
الكتيبة الثانية، فوج المدرعات 69
الكتيبة الأولى، فوج المشاة الثامن عشر (ميكانيكي)
الكتيبة الثانية، فوج المشاة الثامن عشر (ميكانيكي)
الكتيبة الرابعة، فوج المدفعية الميدانية 41 (155SP)

#### أصول الفيلق
فوج الفرسان المدرع الثالث العقيد دوغلاس ستار
السرب الأول (ACS) ("النمر")، السرب الثالث (ACR)
السرب الثاني (ACS) ("Sabre")، السرب الثالث (ACR)
السرب الثالث (ACS) ("الرعد")، السرب الثالث ACR
السرب الرابع (RAS) ("Longknife")، فوج الفرسان الثالث
 اللواء الهندسي العشرون (Abn) 
مجموعة المهندسين 36 – بدعم من فرقة المشاة 24
الكتيبة الهندسية الخامسة (CBT)
الكتيبة الهندسية العشرون (CBT)
الكتيبة الهندسية 92 (CBT HVY)
كتيبة المهندسين 299 (CBT)
مجموعة المهندسين رقم 265 GA ARNG – دعمت فرقة المشاة الرابعة والعشرين
الكتيبة الهندسية السابعة والعشرون (CBT)(Abn)
الكتيبة الهندسية 37 (CBT)(Abn)
الكتيبة الهندسية 62 (CBT HVY)
مجموعة المهندسين 937 - فرقة الملازم السادس المدرعة المدعومة
الكتيبة الهندسية 46 (CBT HVY)
الكتيبة الهندسية 52
كتيبة المهندسين 844 (CBT HVY)
 لواء المدفعية الميدانية الثامن عشر (Abn) - الفرقة المدعومة داجيت
الكتيبة الثالثة، فوج المدفعية الميدانية الثامن (155T)
الكتيبة الخامسة، فوج المدفعية الميدانية الثامن (155T)
الكتيبة السادسة، فوج المدفعية الميدانية السابع والعشرون (MLRS)
الكتيبة الأولى، فوج المدفعية الميدانية 39 (155T) (ABN)
الكتيبة الأولى، فوج المدفعية الميدانية 201 (155SP) WV ARNG
 لواء المدفعية الميدانية رقم 196 TN ARNG
الكتيبة الأولى، فوج المدفعية الميدانية 181 (203SP) TN ARNG
الكتيبة الأولى، فوج المدفعية الميدانية 623 (203SP) KY ARNG
 لواء المدفعية الميدانية رقم 212 – فرقة المشاة الرابعة والعشرون المدعومة
الكتيبة الثانية، فوج المدفعية الميدانية السابع عشر (155SP)
الكتيبة الثانية، فوج المدفعية الميدانية الثامن عشر (203SP)
الكتيبة الثالثة، فوج المدفعية الميدانية السابع والعشرون (MLRS)
 قيادة دعم الفيلق الأول (Abn)
مجموعة دعم الفيلق 46 (Abn)
مجموعة دعم الفيلق 101
مجموعة دعم الفيلق 171 USAR
مجموعة دعم الفيلق 507
 اللواء الطبي 44 (Abn) 
المجموعة الطبية الأولى
المستشفى الجراحي المتنقل الثاني للجيش
مستشفى الجراحة المتنقل الخامس للجيش
مستشفى الجراحة المتنقلة العاشر للجيش
مستشفى الدعم القتالي رقم 28
مستشفى الدعم القتالي رقم 41
مستشفى الدعم القتالي رقم 46
مستشفى الدعم القتالي رقم 47
المجموعة الطبية 62
مستشفى الإخلاء الخامس عشر
مستشفى الإخلاء رقم 44 USAR
مستشفى الإخلاء رقم 86
مستشفى الإخلاء رقم 93
مستشفى الإخلاء رقم 109 AL ARNG
 اللواء السادس عشر للشرطة العسكرية (أبين) 
الكتيبة 160 للشرطة العسكرية
كتيبة الشرطة العسكرية رقم 503 (ABN)
كتيبة الشرطة العسكرية رقم 519
كتيبة الشرطة العسكرية 759
 لواء الإشارة 35 (Abn) 
كتيبة الإشارة الخامسة والعشرون
كتيبة الإشارة الخمسين
كتيبة الإشارة 327
كتيبة الإشارة 426
 لواء الاستخبارات العسكرية 525 (Abn) 
الكتيبة الخامسة عشرة للاستخبارات العسكرية
كتيبة الاستخبارات العسكرية 319
كتيبة الاستخبارات العسكرية 337
كتيبة الاستخبارات العسكرية 519

### الفيلق السابع

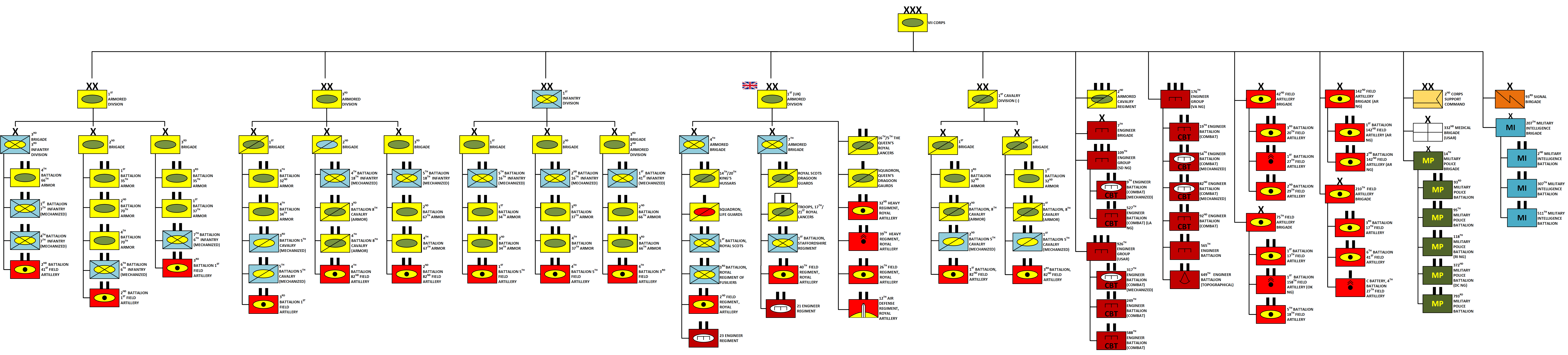
رسم بياني لترتيب المعركة يظهر فيلق الجيش الأمريكي السابع أثناء عملية عاصفة الصحراء

الفريق أول فريدريك م. فرانكس الابن 
 الفرقة المدرعة الأولى
MG رونالد هـ. جريفيث
 اللواء الثالث، فرقة المشاة الثالثة (ميكانيكا) - القائم بأعمال اللواء الأول
الكتيبة الرابعة، فوج المدرعات 66
الكتيبة الأولى، فوج المشاة السابع (ميكانيكي)
الكتيبة الرابعة، فوج المشاة السابع (ميكانيكي)
الكتيبة الثانية، فوج المدفعية الميدانية 41 (155SP)
اللواء الثاني
الكتيبة الأولى، فوج المدرعات 35
الكتيبة الثانية، فوج المدرعات السبعين
الكتيبة الرابعة، فوج المدرعات السبعين
الكتيبة السادسة، فوج المشاة السادس (ميكانيكي)
الكتيبة الثانية، فوج المدفعية الميدانية الأول (155SP)
اللواء الثالث
الكتيبة الثالثة، فوج المدرعات الخامس والثلاثين
الكتيبة الأولى، فوج المدرعات 37
الكتيبة السابعة، فوج المشاة السادس (ميكانيكي)
الكتيبة الثالثة، فوج المدفعية الميدانية الأول (155SP)
 الفرقة المدرعة الثالثة
إم جي بول إي. فونك
اللواء الأول
الكتيبة الرابعة، فوج المدرعات 32
الكتيبة الرابعة، فوج المدرعات 34
الكتيبة الثالثة، فوج الفرسان الخامس (ميكانيكي)
الكتيبة الخامسة، فوج الفرسان الخامس (ميكانيكي)
الكتيبة الثالثة، فوج المدفعية الميدانية الأول (155SP)
اللواء الثاني
الكتيبة الرابعة، فوج المشاة الثامن عشر (ميكانيكي)
الكتيبة الثالثة، فوج الفرسان الثامن (المدرعات)
الكتيبة الرابعة، فوج الفرسان الثامن (المدرعات)
الكتيبة الرابعة، فوج المدفعية الميدانية 82 (155SP)
اللواء الثالث
الكتيبة الخامسة، فوج المشاة الثامن عشر (ميكانيكي)
الكتيبة الثانية، فوج المدرعات 67
الكتيبة الرابعة، فوج المدرعات 67
الكتيبة الثانية، فوج المدفعية الميدانية 82 (155SP)
 فرقة المشاة الأولى (ميكانيكية)
إم جي توماس رام
اللواء الأول
الكتيبة الخامسة، فوج المشاة السادس عشر (ميكانيكي)
الكتيبة الأولى، فوج المدرعات 34
الكتيبة الثانية، فوج المدرعات 34
الكتيبة الأولى، فوج المدفعية الميدانية الخامس (155SP)
اللواء الثاني
الكتيبة الثانية، فوج المشاة السادس عشر (ميكانيكي)
الكتيبة الثالثة، فوج المدرعات 37
الكتيبة الرابعة، فوج المدرعات 37
الكتيبة الرابعة، فوج المدفعية الميدانية الخامس (155SP)
 اللواء الثالث، الفرقة المدرعة الثانية - القائم بأعمال اللواء الثالث
الكتيبة الأولى، فوج المشاة 41 (ميكانيكي)
الكتيبة الثانية، فوج المدرعات 66
الكتيبة الثالثة، فوج المدرعات 66
الكتيبة الرابعة، فوج المدفعية الميدانية الثالث (155SP)
الفرقة المدرعة الأولى (الجيش البريطاني) 
اللواء روبرت سميث
 اللواء المدرع الرابع
العميد كريستوفر هامربيك
فوج الفرسان الملكي الرابع عشر/العشرون وسرب حرس الحياة ( تشالنجر 1 )
الكتيبة الأولى، الكتيبة الملكية الاسكتلندية ( المحارب )
الكتيبة الثالثة، الفوج الملكي من المقاتلين (المحاربين)
الفوج الميداني الثاني، RA ( 155SP )
الفوج 23 للمهندسين ( AVRE )
 اللواء المدرع السابع
العميد باتريك كوردينجلي
حرس الفرسان الملكي الاسكتلندي وقوات فوج الفرسان السابع عشر/الحادي والعشرين (تشالنجر)
الفرسان الأيرلنديون الملكيون للملكة (تشالنجر)
الكتيبة الأولى، فوج ستافوردشاير (المحارب)
الفوج الميداني الأربعون RA (155SP)
الفوج الهندسي الحادي والعشرون ( AVRE )
وحدة الاستطلاع المدرعة القسمية
16/5 رماح الملكة الملكية وسرب حرس دراغون الملكة ( سيف / أسبرطة / مهاجم )
مجموعة المدفعية القسمية
الفوج الثقيل 32 RA ( 203SP )
الفوج الثقيل 39 RA ( MLRS )
الفوج الميداني السادس والعشرون RA (155SP)
الفوج الثاني عشر للدفاع الجوي ( RApier )
 فرقة الفرسان الأولى (-) مفقودة اللواء الثالث
MG جون إتش تيليلي الابن
اللواء الأول
الكتيبة الثالثة، فوج المدرعات 32
الكتيبة الثانية، فوج الفرسان الثامن (المدرعات)
الكتيبة الثانية، فوج الفرسان الخامس (ميكانيكي)
الكتيبة الأولى، فوج المدفعية الميدانية 82 (155SP)
اللواء الثاني
الكتيبة الأولى، فوج المدرعات 32
الكتيبة الأولى، فوج الفرسان الخامس (ميكانيكي)
الكتيبة الأولى، فوج الفرسان الثامن (المدرعات)
الكتيبة الثالثة، فوج المدفعية الميدانية 82 (155SP)
 فوج الفرسان المدرع الثاني
اللواء السابع للمهندسين 
مجموعة المهندسين رقم 109 SD ARNG – شركة VII المدعومة
الكتيبة الهندسية التاسعة (CBT)(MECH)
كتيبة المهندسين رقم 527 (CBT HVY) LA ARNG
مجموعة المهندسين رقم 176 VA ARNG – فرقة المشاة الأولى المدعومة
الكتيبة الهندسية التاسعة عشرة (فيلق CBT)
الكتيبة الهندسية 54 (CBT)(MECH)
الكتيبة الهندسية 82 (CBT)(MECH)
الكتيبة الهندسية 92 (CBT HVY)
كتيبة المهندسين 565
الكتيبة الهندسية 649 (TOPO)
مجموعة المهندسين 926 USAR – دعمت الفرقة الأولى من الذراع
الكتيبة الهندسية 249 (CBT HVY)
كتيبة المهندسين 317 (CBT)(MECH)
كتيبة المهندسين 588 (CORPS CBT)
 لواء المدفعية الميدانية رقم 42 - فرقة المشاة الأولى المدعومة، فرقة المدفعية الثالثة
الكتيبة الثالثة، فوج المدفعية الميدانية العشرين (155SP)
الكتيبة الأولى، فوج المدفعية الميدانية السابع والعشرون (MLRS)
الكتيبة الثانية، فوج المدفعية الميدانية التاسع والعشرون (155SP)
 لواء المدفعية الميدانية رقم 75 - مدعوم من فرقة المشاة الأولى، فرقة المدفعية الأولى
الكتيبة الأولى، فوج المدفعية الميدانية السابع عشر (155SP)
الكتيبة الخامسة، فوج المدفعية الميدانية الثامن عشر (203SP)
الكتيبة الأولى، فوج المدفعية الميدانية 158 (MLRS) OK ARNG
 لواء المدفعية الميدانية رقم 142 AR ARNG – مدعوم من فرقة المشاة الأولى، فرقة المدفعية البريطانية الأولى
الكتيبة الأولى، فوج المدفعية الميدانية 142 (203SP) AR ARNG
الكتيبة الثانية، فوج المدفعية الميدانية 142 (203SP) AR ARNG
 لواء المدفعية الميدانية رقم 210 - دعم فوج المدفعية الثاني، فرقة المشاة الأولى
الكتيبة الثالثة، فوج المدفعية الميدانية السابع عشر (155SP)
الكتيبة السادسة، فوج المدفعية الميدانية 41 (155SP)
الكتيبة ج، الكتيبة الرابعة، المدفعية الميدانية السابعة والعشرون (MLRS)
قيادة دعم الفيلق الثاني 
مجموعة دعم الفيلق السابع
كتيبة النقل السادسة
كتيبة الصيانة 71
كتيبة الصيانة 87
كتيبة الدعم 213
مجموعة دعم الفيلق السادس عشر
كتيبة النقل الرابعة
كتيبة الذخيرة 101
كتيبة الدعم الثالثة عشر
الكتيبة 300 للخدمات والدعم
مجموعة دعم الفيلق الثلاثين NC ARNG
كتيبة الإمداد رقم 136
كتيبة الصيانة 690
مجموعة دعم الفيلق 43
كتيبة النقل 68
كتيبة الصيانة 169
كتيبة الصيانة 544
الكتيبة 553 للخدمات والدعم
مجموعة دعم الفيلق 159 USAR
الكتيبة 286 للخدمات والدعم
 اللواء الطبي 332 USAR 
المجموعة الطبية 127 AL ARNG
مستشفى الدعم القتالي الحادي والثلاثون
مستشفى الدعم القتالي رقم 128
مستشفى الدعم القتالي رقم 377 التابع لوكالة البحث والإنقاذ الأمريكية
مستشفى الدعم القتالي 403 التابع لوكالة البحث والإنقاذ الأمريكية
المجموعة الطبية 341 USAR
مستشفى الجراحة المتنقل رقم 159 التابع للجيش الأمريكي في لوس أنجلوس
مستشفى الجراحة المتنقل للجيش رقم 475، كنتاكي، أرنغ
مستشفى الجراحة المتنقل للجيش رقم 807 التابع لوكالة البحث والإنقاذ الأمريكية
مستشفى الجراحة المتنقل للجيش 912 التابع لوكالة البحث والإنقاذ الأمريكية
مستشفى الدعم القتالي رقم 345 التابع لوكالة البحث والإنقاذ الأمريكية – تم تحويله إلى مستشفى ميداني متنقل في يناير
فرق العمل للإخلاء (مؤقتة)
مستشفى الإخلاء الثاني عشر
مستشفى الإخلاء الثالث عشر WI ARNG
مستشفى الإخلاء رقم 148 AR ARNG
مستشفى الإخلاء رقم 312 USAR
مستشفى الإخلاء 410 USAR
 اللواء الرابع عشر للشرطة العسكرية 
الكتيبة 93 للشرطة العسكرية
الكتيبة 95 للشرطة العسكرية
كتيبة الشرطة العسكرية رقم 118 RI ARNG
كتيبة الشرطة العسكرية رقم 372، DC ARNG
الكتيبة 793 للشرطة العسكرية
 لواء الإشارة 93
 لواء الاستخبارات العسكرية 207
كتيبة الاستخبارات العسكرية الثانية
كتيبة الاستخبارات العسكرية 307
كتيبة الاستخبارات العسكرية 511

### قيادة القوات المشتركة الشمالية
فرقة المشاة الميكانيكية الثالثة
الفرقة المدرعة الرابعة
فوج الرينجرز
الفرقة السورية
الفرقة المدرعة التاسعة
فوج القوات الخاصة (CPGW) أو اللواء الكوماندوز 45
قوة المثنى
اللواء الآلي السعودي العشرون
اللواء الميكانيكي الكويتي 35
اللواء المدرع الرابع السعودي
اللواء الخامس عشر مشاة الكويتي
كتيبة المشاة النيجرية
الكتيبة الجوية الأولى (RSLF)
الكتيبة الخامسة عشرة للمدفعية الميدانية (RSLF)

### قوة المشاة البحرية الأولى
الفريق والتر إي. بومر 
المقر الرئيسي وشركة الخدمة
 الفرقة البحرية الأولى (المعززة)
الفوج البحري الأول (TF Papa Bear)
الكتيبة الأولى، الفوج البحري الأول
الكتيبة الثالثة، الفوج البحري التاسع
كتيبة الدبابات الأولى
الفوج البحري الثالث (قوة المهام تارو)
الكتيبة الأولى، الفوج البحري الثالث
الكتيبة الثانية، الفوج البحري الثالث
الكتيبة الثالثة، الفوج البحري الثالث
الفوج البحري الرابع (TF Grizzly)
الكتيبة الثانية، الفوج البحري السابع
الكتيبة الثالثة، الفوج البحري السابع
الفوج البحري السابع (TF Ripper)
الكتيبة الأولى، الفوج البحري الخامس
الكتيبة الأولى، الفوج البحري السابع
الكتيبة الثالثة للدبابات
الفوج البحري الحادي عشر (قوة المهام الملكية)
الكتيبة الأولى، الفوج البحري الحادي عشر (155T)
الكتيبة الثالثة، الفوج البحري الحادي عشر (155T)
الكتيبة الخامسة، الفوج البحري الحادي عشر (155T/155SP/203SP)
الكتيبة الأولى، الفوج البحري الثاني عشر (155T)
الكتيبة الثالثة، الفوج البحري الثاني عشر (155T)
كتيبة الاستطلاع الأولى 
الكتيبة الأولى للمشاة الخفيفة المدرعة (-)(المعززة) (قوة المهام شيبرد) 
الكتيبة الأولى، فوج مشاة البحرية الخامس والعشرون (حارس المهمة) 
 الفرقة البحرية الثانية (المعززة)
(لواء النمر) اللواء الأول، الفرقة المدرعة الثانية (الجيش)
الكتيبة الأولى، فوج المدرعات 67
الكتيبة الثالثة، فوج المدرعات 67
كتيبة الدبابات الثانية (سلاح مشاة البحرية الأمريكية)
الكتيبة الثالثة، فوج المشاة 41 (ميكانيكي)
الكتيبة الأولى، فوج المدفعية الميدانية الثالث (155SP)
الفوج البحري السادس
الكتيبة الثانية، الفوج البحري الثاني
الكتيبة الأولى، الفوج البحري السادس
الكتيبة الثالثة، الفوج البحري السادس
كتيبة الدبابات الثامنة التابعة للبحرية الأمريكية
الفوج البحري الثامن
الكتيبة الثانية، الفوج البحري الرابع
الكتيبة الأولى، الفوج البحري الثامن
الكتيبة الثالثة، الفوج البحري الثالث والعشرون
شركات برافو/تشارلي، الكتيبة الرابعة للدبابات، البحرية الأمريكية
الفوج البحري العاشر
الكتيبة الثانية، الفوج البحري العاشر (155T)
الكتيبة الثالثة، الفوج البحري العاشر (155T)
الكتيبة الخامسة، الفوج البحري العاشر (155SP/203SP)
الكتيبة الثانية، الفوج البحري الثاني عشر (155T)
بطارية، فوج المدفعية الميدانية 92 (نظام المدفعية المتعددة الوسائط للجيش الأمريكي)
المجموعة الأولى للمراقبة والاستطلاع والاستخبارات  
الكتيبة الراديوية الأولى 
مجموعة دعم الخدمة للقوة الأولى (الدعم العام) 
مجموعة الدعم العامة 1
مفرزة دعم الخدمة القتالية 131
مفرزة دعم الخدمة القتالية 132
كتيبة الإمداد الثانية (-) (معززة)
كتيبة الصيانة الثانية (-) (معززة)
الكتيبة السادسة للنقل الآلي (-) (معززة)
كتيبة دعم الإنزال الأولى (-) (معززة)
الكتيبة الأولى لطب الأسنان
مجموعة الدعم العامة 2
كتيبة النقل الآلي السابعة (-) (معززة)
كتيبة دعم الإنزال الثانية (-)
الكتيبة الطبية الأولى (-)
مفرزة دعم الخدمة القتالية 91
مجموعة دعم الخدمة للقوة الثانية (الدعم المباشر)
كتيبة دعم المهندسين السابعة (-) (معززة)
الكتيبة الثامنة لدعم المهندسين (-) (معززة)
الكتيبة الثامنة للنقل الآلي (-) (معززة)
الكتيبة الطبية الثانية (-) (معززة)
الكتيبة الثانية لطب الأسنان (-)
مجموعة الدعم المباشر 1
مفرزة دعم الخدمة القتالية 10
مفرزة دعم خدمة القتال المتنقلة 11
مفرزة دعم خدمة القتال المتنقلة 17
مجموعة الدعم المباشر 2
مفرزة دعم خدمة القتال المتنقلة 26
مفرزة دعم خدمة القتال المتنقلة 28
الفوج البحري الرابع والعشرون (-) 
الكتيبة الثانية، فوج مشاة البحرية الرابع والعشرون 
الكتيبة الثالثة، فوج مشاة البحرية الرابع والعشرون 

### قيادة القوات المشتركة الشرقية
قوة "أبو بكر" 
اللواء الثاني، الحرس الوطني السعودي

قوة "عثمان"
اللواء الآلي الملكي السعودي الثامن
لواء "الفتح" الكويتي
كتيبة المشاة الآلية العمانية
سرية المشاة الآلية البحرينية
فرقة العمل "عمر"
اللواء الآلي السعودي العاشر
كتيبة الإمارات العربية المتحدة الميكانيكية
فرقة العمل "طارق"
كتيبة مشاة البحرية الملكية السعودية
الكتيبة الميكانيكية السادسة المغربية
كتيبة المشاة (السنغال)
قوات JFC-E
الكتيبة الميكانيكية القطرية
الكتيبة الأولى لمشاة شرق البنغال
كتيبة الطيران القتالي (الكويت/الإمارات العربية المتحدة)
كتيبتا المدفعية الميدانية الرابعة عشرة والثامنة عشرة، قوات المدفعية الميدانية الروسية
مهندس القوة 5 سيف الله (RSLF)
في مكان آخر، مؤقت
الكتيبة الكويتية الميكانيكية 2/5
لواء شمال عمان
فرقة العمل "عيسى"
كتيبة الدبابات البحرينية
كتيبة الدبابات القطرية

## القوات العراقية
صدام حسين

### الفيلق السابع
فرقة المشاة الخامسة والعشرون
فرقة المشاة السابعة والعشرون
فرقة المشاة الثامنة والعشرون
فرقة المشاة 48

#### الخط الثاني
الفرقة المدرعة الثانية عشرة
فرقة المشاة السادسة والعشرون
فرقة المشاة 31
فرقة المشاة 47

### الفيلق الرابع
اللواء إياد خليل زكي
فرقة المشاة السادسة عشر
فرقة المشاة العشرين
فرقة المشاة الثلاثين
فرقة المشاة 34
فرقة المشاة 36

#### الخط الثاني
الفرقة الميكانيكية الأولى
اللواء المدرع 34
اللواء الميكانيكي الأول
اللواء الميكانيكي السابع والعشرون
الفرقة المدرعة السادسة
فرقة المشاة الحادية والعشرون

### الفيلق الثالث
اللواء صلاح عبود محمود

## روابط خارجية
- القوات البرية البريطانية في حرب الخليج، 1990-1991